# 池上町 (東京府)
池上町（いけがみまち）は、東京府荏原郡にかつて存在した町である。東京都大田区の中央部に位置する。

## 沿革
- 1889年（明治22年）5月1日 - 町村制の施行に伴い、石川村、雪ヶ谷村、市野倉村、馬込領桐ヶ谷村、堤方村、下池上村、徳持村、久ヶ原村、道々橋村の全域と、池上村の一部（残部は馬込村に編入）が合併して池上村が発足。
- 1926年（大正15年）8月1日 - 池上村が町制施行して池上町となる。
- 1932年（昭和7年）10月1日 - 荏原郡全域が東京市に編入。池上町は大森区となる。
- 1947年（昭和22年）3月15日 - 大森区が蒲田区と合併し、大田区を設置。

## 交通

### 鉄道
- 池上電気鉄道（現東京急行電鉄）
  - 本線：長原駅 - 洗足池駅 - 石川台駅 - 雪ヶ谷駅（調布大塚駅と統合して、現雪が谷大塚駅） - （この間は東調布町を通過） - 池上駅
  - 新奥沢線（廃線）：雪ヶ谷駅
- 目黒蒲田電鉄（現東京急行電鉄）
  - 大井町線：洗足公園駅（現北千束駅） - 大岡山駅

### 道路
現在の呼称。
- 中原街道
- 池上通り

## 現在の地名
池上、石川町、上池台、北千束、久が原、仲池上、東雪谷、南久が原、南千束、南雪谷、中央五丁目〜八丁目（いずれも大体の範囲）

## 関連文献
- 池上町史編纂会『池上町史』大林閣、1932年。NDLJP:1879938。